# William Basinski
William James Basinski (Houston, 1958) è un compositore e musicista statunitense. Basinski è noto soprattutto per la sua serie di album intitolati The Disintegration Loops, ottenuti rieditando vecchi nastri in decadimento registrati da lui stesso decenni prima.

## Biografia
William Basinski è nato nel 1958 a Houston, in Texas. Dopo aver imparato a suonare il clarinetto e il sassofono durante gli anni settanta, iniziò a comporre musica usando la tecnica dei loop su nastri ispirandosi a Steve Reich, Terry Riley e Brian Eno. La sua musica era meditativa, malinconica, e caratterizzata da brevi melodie messe in loop che, suonate contemporaneamente, ottenevano feedback.
La sua prima opera fu A Red Score in Tile realizzata nel 1979, ma pubblicata soltanto nel 2003, a cui fece seguito Variations : a Movement in Chrome Primitive, composta nel 1980 ma uscita ventidue anni più tardi. Sebbene Shortwave Music sia stato composto nel 1983, venne pubblicato per la prima volta su vinile nel 1998 dalla Raster-Noton di Carsten Nicolai. Durante gli anni ottanta, Basinski compose numerose opere sperimentali usando i nastri in loop, sistemi di decadimento, suoni "trovati", e rumori. Fece parte di gruppi quali i Gretchen Langheld e gli House Afire.
In seguito all'uscita di Watermusic, album auto-prodotto uscito nel 2000, Basinski iniziò a lavorare per la serie degli album The Disintegration Loops, considerati i migliori della sua carriera. I quattro album vennero composti tentando di riversare su cd alcuni suoi primi lavori registrati su nastro. I nastri però erano talmente deteriorati da sgretolarsi durante la lettura, causando numerosi vuoti e distorsioni. Successivamente le incisioni vennero ri-editate fino alla versione poi pubblicata. Una coincidenza volle che il primo album della serie terminasse a New York il mattino dell'11 settembre 2001, giorno dell'attentato alle torri gemelle.

## Discografia
- Shortwave Music (1998, Raster-Noton)
- Watermusic (2000, 2062 Records)
- The Disintegration Loops (2002, 2062 Records)
- The River (2002, Raster-Noton)
- The Disintegration Loops II (2003, 2062 Records)
- Watermusic II (2003, 2062 Records)
- Melancholia (2003, 2062 Records)
- The Disintegration Loops III (2003, 2062 Records)
- A Red Score in Tile (2003, Three Poplars)
- The Disintegration Loops IV (2003, 2062 Records)
- Variations: A Movement in Chrome Primitive (2004, Durtro/Die Stadt)
- Silent Night (2004, 2062 Records)
- The Garden of Brokenness (2006, 2062 Records)
- Variations for Piano and Tape (2006, 2062 Records)
- El Camino Real (2007, 2062 Records)
- 92982 (2009, 2062 Records)
- Vivian & Ondine (2009, 2062 Records)
- Nocturnes (2013, 2062 Records)
- Cascade (2015, 2062 Records)
- The Deluge (2015, 2062 Records)
- Divertissement (2015, Important Records)
- A Shadow in Time (2017, 2062 Records)
- Selva Oscura (2018, Temporary Residence Limited)
- On Time Out of Time (2019, Temporary Residence Limited)
- Hymns of Oblivion (2020, self-released)
- Lamentations (2020, Temporary Residence Limited)